# Romário Baró
Romário Manuel Silva Baró (Bissau, 25 de janeiro de 2000) é um futebolista que atua como médio-centro. Atualmente joga pelo Basel, emprestado pelo Porto. Natural da Guiné-Bissau, internacionalmente, Baró representa os escalões juvenis de Portugal.

## Carreira

### Início de Carreira
Nascido em Bissau, na Guiné-Bissau, Baró jogou na academia do Sporting, antes de se juntar à formação do Porto em 2014.

### Porto B
A 21 de janeiro de 2018, Romário fez a sua estreia profissional pelo Porto B, ao substituir Rui Moreira nos 3 minutos finais de um empate em casa por 1–1 frente ao Arouca, na LigaPro. Na temporada 2017–18, Baró somou 10 jogos pela equipa B, marcando 1 golo, a 18 de março, numa vitória por 3–0 sobre o Sporting da Covilhã.
Na Youth League de 2018–19, Baró marcou 6 golos em 10 jogos, ajudando o Porto a conquistar o troféu. Na final, disputada em Nyon, Romário assistiu Afonso Sousa para o último golo de uma vitória por 3–1 sobre o Chelsea. Nessa temporada, Baró marcou 4 golos em 28 partidas na LigaPro pelo Porto B. A 1 de setembro de 2018, viu cartão vermelho no final de uma vitória caseira por 2–1 sobre o Académico de Viseu, após um desentedimento com um adversário.

### Porto
Antes da temporada 2019–20, Baró foi promovido à equipa principal do Porto, recebendo a camisola 8, anteriormente pertencente a Yacine Brahimi. Fez a sua estreia pelos Dragões a 7 de agosto de 2019, jogando a titular na 1ª mão da 3ª pré-eliminatória da Liga dos Campeões, frente ao Krasnodar; Romário foi substituído por Luis Díaz aos 55 minutos; o Porto venceu por 1–0. A 17 de agosto, Baró fez a sua estreia na Primeira Liga, novamente a titular, numa vitória por 4–0 sobre o Vitória FC, no Estádio do Dragão. Nessa época, Romário somou 18 partidas em todas as competições pelo Porto, ajudando os Dragões a conquistar a dobradinha - campeonato e Taça de Portugal.[carece de fontes?]
Na temporada 2020–21, Baró continuou a integrar o plantel principal do Porto, mas manifestou dificuldade em assegurar um lugar no 11 titular, atuando maioritariamente como suplente. A 23 de dezembro de 2020, jogou na final da Supertaça Cândido de Oliveira, substituindo Jesús Corona a 1 minuto do fim de uma vitória por 2–0 sobre o rival Benfica. Romário terminou a época com 16 partidas (mas apenas 325 minutos) em todas as competições pela equipa principal do Porto. Para além disso, entre fevereiro e maio de 2021, somou 8 jogos pelo Porto B, na Segunda Liga.[carece de fontes?]

### Estoril Praia (empréstimo)
A 1 de setembro de 2021, Baró foi emprestado ao Estoril Praia, da Primeira Liga, até ao final da temporada 2021–22. Fez a sua estreia pelos Canarinhos a 19 de setembro, substituindo André Franco aos 77 minutos de uma derrota em casa por 0–1 para o Sporting. Nessa época, Romário somou 17 partidas em todas as competições pelo Estoril.[carece de fontes?]

### Casa Pia (empréstimo)
A 23 de agosto de 2022, o Porto emprestou Baró ao Casa Pia, recém-promovido à Primeira Liga, até ao fim da temporada 2022–23. Fez a sua estreia pelo clube lisboeta a 9 de setembro, entrando como suplente na 2ª parte de um empate por 0–0 frente ao Arouca. Em março de 2023, Romário sofreu uma lesão ocular durante um treino, que o manteve fora dos relvados até ao final da época. No fim da temporada 2022–23, em que somou 24 jogos em todas as competições pelo Casa Pia, foi anunciado que Baró regressaria ao Porto.

### Basel (empréstimo)
No dia 30 de agosto de 2024, o FC Porto anunciou um acordo com o FC Basel para a saída de Romário Baró numa transferência por empréstimo até ao final da temporada com o valor total de 500 mil euros - correspondentes a uma remuneração fixa de 150 mil euros acrescida de uma remuneração variável máxima de 350 mil euros em função de objetivos coletivos e individuais.

## Carreira Internacional
Baró representou Portugal a nível Sub-16, Sub-17, Sub-18, Sub-19 e Sub-21. No Euro Sub-21 de 2021, em que Portugal foi derrotado na final pela Alemanha, Romário entrou como suplente nos quartos-de-final e nas meias-finais.

## Estatísticas de Carreira
- Atualizado até 19 de março de 2023[18]

| Clube             | Temporada         | Campeonato        | Campeonato | Campeonato | Taça  | Taça  | Taça da Liga | Taça da Liga | Competições Continentais | Competições Continentais | Outros | Outros | Total | Total |
| Clube             | Temporada         | Liga              | Jogos      | Golos      | Jogos | Golos | Jogos        | Golos        | Jogos                    | Golos                    | Jogos  | Golos  | Jogos | Golos |
| ----------------- | ----------------- | ----------------- | ---------- | ---------- | ----- | ----- | ------------ | ------------ | ------------------------ | ------------------------ | ------ | ------ | ----- | ----- |
| Porto B           | 2017–18           | Segunda Liga      | 10         | 1          | –     | –     | –            | –            | –                        | –                        | –      | –      | 10    | 1     |
| Porto B           | 2018–19           | Segunda Liga      | 28         | 3          | –     | –     | –            | –            | –                        | –                        | –      | –      | 28    | 3     |
| Porto B           | 2020–21           | Segunda Liga      | 8          | 0          | –     | –     | –            | –            | –                        | –                        | –      | –      | 8     | 0     |
| Porto B           | Total             | Total             | 46         | 4          | –     | –     | –            | –            | –                        | –                        | –      | –      | 46    | 4     |
| Porto             | 2019–20           | Primeira Liga     | 9          | 0          | 4     | 0     | 3            | 0            | 2                        | 0                        | —      | —      | 18    | 0     |
| Porto             | 2020–21           | Primeira Liga     | 10         | 0          | 2     | 0     | 0            | 0            | 3                        | 0                        | 1      | 0      | 16    | 0     |
| Porto             | Total             | Total             | 19         | 0          | 6     | 0     | 3            | 0            | 5                        | 0                        | 1      | 0      | 34    | 0     |
| Estoril (emp.)    | 2021–22           | Primeira Liga     | 15         | 0          | 2     | 0     | 0            | 0            | –                        | –                        | –      | –      | 17    | 0     |
| Casa Pia (emp.)   | 2022–23           | Primeira Liga     | 18         | 0          | 3     | 0     | 3            | 0            | –                        | –                        | –      | –      | 24    | 0     |
| Total de Carreira | Total de Carreira | Total de Carreira | 98         | 4          | 11    | 0     | 6            | 0            | 5                        | 0                        | 1      | 0      | 121   | 4     |

1. ↑  Inclui a Taça de Portugal
2. ↑  Inclui a Taça da Liga
3. ↑  1 jogo na Liga dos Campeões, 1 jogo na Liga Europa
4. ↑  Jogos na Liga dos Campeões
5. ↑  Jogo na Supertaça Cândido de Oliveira

## Títulos
Porto (Juvenis)
- Youth League: 2018–19[19]

Porto
- Primeira Liga: 2019–20[20]
- Taça de Portugal: 2019–20[21] e 2023–24
- Supertaça Cândido de Oliveira: 2020[22]